# 와다정 (아키타현)
와다정(和田町)은 아키타현 가와베군에 설치되었던 정이다.

## 역사
- 1889년 4월 1일 - 정촌제 시행에 의해 가와베군 와다촌이 탄생하였다.
- 1903년 10월 1일 - 와다역이 개업하였다.
- 1921년 11월 10일 - 후나오카역(후에 오바리노역)이 개업하였다.
- 1942년 4월 1일 - 가와베군 도요시마촌을 편입하였다.
- 1950년 7월 1일 - 도요시마촌과 분립하였다.
- 1955년 3월 31일 - 이와미산나이촌 및 도요시마촌과 합병해, 가와베정이 되었다.
- 2005년 1월 11일 - 가와베정이 유와정과 함께 아키타시에 편입되었다.